# Huwwarin
Huwwarin (tiếng Ả Rập: حوارين, cũng đánh vần Hawarin, Huwarin hoặc Hawarine) là một ngôi làng ở miền trung Syria, một phần hành chính của Tỉnh Homs, phía nam Homs. Nằm ở sa mạc Syria, ngôi làng nằm cạnh thị trấn Mahin lớn hơn về phía nam và nằm giữa thị trấn Sadad ở phía tây và al-Qaryatayn ở phía đông. Cư dân của nó chủ yếu là người Hồi giáo.

## Lịch sử

### Thời kì cổ đại
Huwwarin là một thị trấn quan trọng trong Đế chế Byzantine -era ở Syria khi nó được gọi là "Evaria", "Euaria" hoặc "Aueria". Tên "Hawarin" cũng được sử dụng theo các bản khắc của Syriac giữa thế kỷ thứ 4 và thứ 6 sau Công nguyên. Byzantines thành lập các đơn vị quân đội trong thị trấn. Một giáo phận đã tập trung vào Huwwarin vào năm 451 CE. Nó sau đó trở thành một cái nhìn chính thức của Phoenicia Secunda. Theo Ptolemy, đó là một phần của quận Palmyra. Các Ghassanids, là Kitô hữu Ả Rập, thống trị Huwwarin và giám mục chính thức đầu tiên của họ, John of Evaria, đến từ thị trấn. Vào năm 519, có ít nhất một nhà thờ trong thị trấn.
Vào cuối thế kỷ thứ 6 Magnus the Syria, một nhân vật quý tộc nổi tiếng ở Byzantine Syria và là đồng minh thân cận với các hoàng đế Justin II và Tiberius II, đã xây dựng một nhà thờ khác ở Huwwarin cũng như một bức tường bao quanh nó. Ông sở hữu tài sản ở Huwwarin và tài trợ cho nhiều dự án xây dựng của nó tại thời điểm đó. Nó được thành lập vào năm 573 bởi Byzantines. Năm 581, Magnus đã mời vị phylarch Ghassanid ("vua") al-Mundhir III đến thánh hiến của nhà thờ mới được xây dựng tại Huwwarin trước khi thay mặt hoàng đế. Al-Mundhir đã bị buộc tội phản bội bởi Mauricius, một thư ký cấp cao của Tiberius, và Magnus đã bắt anh ta, vợ và ba đứa con của anh ta bị bắt khi đến Huwwarin, sau đó được gửi đến Constantinople.
Do đó, Ghassanids nổi dậy chống lại Byzantines ở Syria, Palestine và Ả Rập dưới sự lãnh đạo của con trai của Mundhir là al-Nu'man VI. Sau khi Magnus rời khỏi Huwwarin, quân đội của al-Nu'man đã đột kích và chinh phục thành phố. Họ đã giết một số cư dân của nó, bắt giữ phần còn lại và cướp bóc Huwwarin bằng vàng, bạc, đồng thau, sắt, len, bông, ngô, rượu, dầu, gia súc, cừu và dê. Theo nhà sử học Byzantine George của Síp, vào thế kỷ thứ 6, Huwwarin là một hậu tố của Damascus.

### Thời kỳ Hồi giáo
Vào mùa hè năm 634, trong cuộc chinh phục Hồi giáo ở Syria, quân đội Hồi giáo của tướng Khalid ibn al-Walid đã tới Huwwarin sau khi họ bắt giữ al-Qaryatayn và đột kích gia súc của thị trấn. Được củng cố bởi quân tiếp viện từ Baalbek và Bosra, cư dân của Huwwarin chống lại quân của Khalid, nhưng nhanh chóng bị đánh bại trong trận chiến nhỏ. Sau đó, một số người bảo vệ thị trấn đã bị giết trong khi những người khác bị bắt làm tù binh.
Một phần của Jund Hims ("Quân khu của Hims"), Huwwarin đã phát triển mạnh mẽ trong suốt 90 năm trị vì của Umayyad Caliphate (661-750) và vẫn được các Kitô hữu Ghassanid cư trú. Đó là địa điểm giải trí yêu thích của Umayyad caliph Yazid I thứ hai (680-683), đã uống và săn bắn ở đó. Con caliph thường trú tại Huwwarin và chết và được chôn cất tại thị trấn vào ngày 11 tháng 11 năm 683.
Nhà địa lý người Syria Yaqut al-Hamawi đã đến thăm thị trấn vào năm 1226, trong thời kỳ Ayyubid ở Syria và lưu ý rằng đó là "một pháo đài gần Hims".

### Kỷ nguyên hiện đại
Vào thế kỷ 19, Huwwarin là một ngôi làng Hồi giáo nhỏ. Nhà truyền giáo người Ailen William Wright đã đến thăm nó và lưu ý rằng thị trấn này nổi tiếng ở địa phương với "bảy nhà thờ lộng lẫy", mặc dù hầu hết trong số họ vẫn còn trống. Ông viết rằng nhà thờ lớn nhất có hình chữ nhật, 46 mét (151 ft)   bằng 38 mét (125 ft) và cao hơn 9 mét (30 ft). Nó bao gồm một hội trường trung tâm với ba phòng ở mỗi bên và các mảnh có chữ khắc Hy Lạp. Nó dường như đã phát triển thành một ngôi làng lớn vào đầu thế kỷ 20 theo Từ điển bách khoa Công giáo năm 1909. " 
Nó được mô tả là "sự kết tụ của những tòa nhà cũ, bao gồm một pháo đài Byzantine được bảo tồn rất tốt và phần còn lại của hai nhà thờ."  Huwwarin đã được khai quật vào năm 2003-2004.